# Associazione Sportiva Pordenone Calcio 2002-2003
Questa voce raccoglie le informazioni riguardanti  l'Associazione Sportiva Pordenone Calcio nelle competizioni ufficiali della stagione 2002-2003.

## Rosa
| N. |                    | Ruolo | Calciatore                 |
| -- | ------------------ | ----- | -------------------------- |
| -  | Brasile (bandiera) | D     | Robert Anderson Cavalheiro |
| -  | Italia (bandiera)  | C     | Willy Baiana               |
| -  | Italia (bandiera)  | C     | Gabriele Barbisan          |
| -  | Italia (bandiera)  | D     | Cristian Bari              |
| -  | Italia (bandiera)  | D     | Massimiliano Braidotti     |
| -  | Italia (bandiera)  | C     | Lorenzo Calvio             |
| -  | Italia (bandiera)  | C     | Alberto Favero             |
| -  | Italia (bandiera)  | D     | Maurizio Stefano Lizzani   |
| -  | Italia (bandiera)  | P     | Paolo Marin                |
| -  | Italia (bandiera)  | C     | Enrico Mini                |
| -  | Italia (bandiera)  | C     | Daniele Pasa               |
| -  | Italia (bandiera)  | A     | Massimo Pedriali           |
| -  | Italia (bandiera)  | P     | Tommaso Peresson           |

| N. |                     | Ruolo | Calciatore           |
| -- | ------------------- | ----- | -------------------- |
| -  | Italia (bandiera)   | C     | Claudio Piperissa    |
| -  | Italia (bandiera)   | C     | Willi Pittana        |
| -  | Italia (bandiera)   | D     | Enrico Rigo          |
| -  | Italia (bandiera)   | C     | Nicola Rostellato    |
| -  | Italia (bandiera)   | A     | Massimiliano Sessolo |
| -  | Italia (bandiera)   | D     | Mario Stancanelli    |
| -  | Bulgaria (bandiera) | A     | Ivan Tončev          |
| -  | Italia (bandiera)   | D     | Massimiliano Striuli |
| -  | Italia (bandiera)   | A     | Simone Temporini     |
| -  | Italia (bandiera)   | D     | Fabio Trangoni       |
| -  | Italia (bandiera)   | D     | Mattia Valoppi       |
| -  | Italia (bandiera)   | A     | Riccardo Verillo     |